# Hồ Tân
Hồ Tân (giản thể: 湖滨; phồn thể: 湖濱; bính âm: Húbīn) là một khu (quận) thuộc địa cấp thị Tam Môn Hiệp, tỉnh Hà Nam, Trung Quốc.

### Nhai đạo
| - Hồ Tân (湖滨街道) - Tiền Tiến (前进街道) - Xa Trạm (车站街道) - Giản Hà (涧河街道) | - Đại An (大安街道) - Hội Hưng (会兴街道) - Nhai Để (崖底街道) - Hướng Dương (向阳街道) |

### Hương
- Giao Khẩu (交口乡)
- Từ Chung (磁钟乡)
- Cao Miếu (高庙乡)